# Chích đớp ruồi mặt đen
Abroscopus schisticeps là một loài chim trong họ Cettiidae.
Loài này được tìm thấy ở Bhutan, Trung Quốc, Ấn Độ, Myanma, Nepal, và Việt Nam. Môi trường sống tự nhiên của chúng là các khu rừng đất thấp ẩm nhiệt đới hoặc cận nhiệt đới và các khu rừng núi cao nhiệt đới hoặc cận nhiệt đới.